# Unión Balompédica Lebrijana
Unión Balompédica Lebrijana es un equipo de fútbol español localizado en Lebrija, en la comunisad autónoma de Andalucía. Fundado en 1928, por Ceferino Mendaro Pérez actualmente juega en División de Honor Andaluza-Grupo I. Disputa sus partidos como local en el Estadio Municipal de Lebrija, con una capacidad de 3.500 espectadores.

## Temporadas

### Antiguo UB Lebrijana
| Temporada | Nivel | División | Posición | Copa del Rey |
| --------- | ----- | -------- | -------- | ------------ |
| 1928–1957 | —     | Regional | —        |              |
| 1957/58   | 4     | 1ª Reg.  | 2°       |              |
| 1958/59   | 4     | 1ª Reg.  | 1°       |              |
| 1959/60   | 3     | 3ª       | 11°      |              |
| 1960/61   | 4     | 1ª Reg.  | 10°      |              |
| 1961–1971 | —     | Regional | —        |              |
| 1971/72   | 6     | 2ª Reg.  | 9°       |              |
| 1972/73   | 6     | 2ª Reg.  | 4°       |              |
| 1973/74   | 6     | 2ª Reg.  | 11°      |              |
| 1974/75   | 6     | 2ª Reg.  | 11°      |              |
| 1975/76   | 5     | 1ª Reg.  | 10°      |              |
| 1976/77   | 5     | 1ª Reg.  | 13°      |              |

| Temporada | Nivel | División   | Posición | Copa del Rey |
| --------- | ----- | ---------- | -------- | ------------ |
| 1977/78   | 6     | 1ª Reg.    | 11°      |              |
| 1978/79   | 6     | 1ª Reg.    | 10°      |              |
| 1979/80   | 6     | 1ª Reg.    | 8°       |              |
| 1980/81   | 5     | Reg. Pref. | 5°       |              |
| 1981/82   | 5     | Reg. Pref. | 19°      |              |
| 1982/83   | 6     | 1ª Reg.    | 16°      |              |
| 1983/84   | 6     | 1ª Reg.    | 16°      |              |
| 1984/85   | 6     | 1ª Reg.    | 16°      |              |
| 1985/86   | 6     | 1ª Reg.    | 4°       |              |
| 1986/87   | 6     | 1ª Reg.    | 2°       |              |
| 1987/88   | 5     | Reg. Pref. | 2°       |              |

### Nuevo UB Lebrijana
| Temporada | Nivel | División   | Posición | Copa del Rey |
| --------- | ----- | ---------- | -------- | ------------ |
| 1993/94   | 7     | 2ª Reg.    | 2°       |              |
| 1994/95   | 6     | 1ª Reg.    | 2°       |              |
| 1995/96   | 5     | Reg. Pref. | 11°      |              |
| 1996/97   | 5     | Reg. Pref. | 3°       |              |
| 1997/98   | 5     | Reg. Pref. | 19°      |              |
| 1998/99   | 6     | 1ª Reg.    | 5°       |              |
| 1999/00   | 5     | Reg. Pref. | 12°      |              |
| 2000/01   | 5     | Reg. Pref. | 17°      |              |
| 2001/02   | 6     | 1ª Reg.    | 2°       |              |
| 2002/03   | 6     | 1ª Reg.    | 1st      |              |
| 2003/04   | 5     | Reg. Pref. | 16°      |              |
| 2004/05   | 6     | Reg. Pref. | 13°      |              |
| 2005/06   | 6     | Reg. Pref. | 10°      |              |
| 2006/07   | 6     | Reg. Pref. | 15°      |              |
| 2007/08   | 6     | Reg Pref.  | 10°      |              |
| 2008/09   | 6     | Reg. Pref. | 10°      |              |
| 2009/10   | 6     | Reg. Pref. | 11°      |              |
| 2010/11   | 6     | Reg. Pref. | 4°       |              |
| 2011/12   | 6     | Reg. Pref. | 1°       |              |
| 2012/13   | 5     | 1ª And.    | 2°       |              |

| Temporada | Nivel | División          | Posición | Copa del Rey |
| --------- | ----- | ----------------- | -------- | ------------ |
| 2013/14   | 4     | 3ª                | 9°       |              |
| 2014/15   | 4     | 3ª                | 6°       |              |
| 2015/16   | 4     | 3ª                | 15°      |              |
| 2016/17   | 4     | 3ª                | 8°       |              |
| 2017/18   | 4     | 3ª                | 5°       |              |
| 2018/19   | 4     | 3ª                | 12°      |              |
| 2019/20   | 4     | 3ª                | 13°      |              |
| 2020/21   | 4     | 3ª                | 10°      |              |
| 2021/22   | 6     | División de Honor | 13°      |              |
| 2022/23   | 6     | División de Honor | 9°       |              |
| 2023/24   | 6     | División de Honor |          |              |

- 6 temporadas en Tercera División

## Palmarés

### Trofeos oficiales
- Copa RFEF (Fase Autonómica Andalucía Occidental y Ceuta): (1) 2015-16